# 2K22 Tunguska
2K22 Tunguska (rusko 2К22 "Тунгуска", NATO oznaka: SA-19 "Grison") je ruski gosenični samovozni protiletalski sistem. Tunguska je oborožena z osmimi protiletalskimi raketami in dvema 30 mm avtomatskima topovoma. Tunguska ima prednost pred povsem topovsko Šilko. Topovi imajo efektiven doseg samo do 3 kilometre, Tunguska uporablja tudi rakete, ki so efektivne do razdalje okrog 10 kilometrov in višine okrog 4 kilometrov. Oba topova skupaj imata kadenco streljanja 3900-5000 nabojev/minuto in izstopno hitrost naboja 960 m/s.